# 聖占士公園球場
聖占士公園球場（英語：St James' Park）位於英格蘭泰恩河畔纽卡斯尔，是英格蘭球會纽卡斯尔联足球俱乐部的主場球場，可容納52,409人，是東北部最古老及容量最大的足球場，以容量計是英格蘭排行第6大的足球場。
2012年10月9日紐卡素與短期貸款公司Wonga簽訂四年球衣廣告贊助合約，同時出讓球場命名權，贊助商要求球場恢復採用聖占士公園球場的原有名稱。

## 類近名稱
- 圣雅各布公园球场（St. Jakob-Park）：是巴素利的主場球場，其英語名稱亦是聖占士公園；
- 聖占士公園球場（St James Park）：是的主場球場，其英語名稱僅相差一個撇號（「'」）；
- 圣詹姆士公园（St. James's Park）：位於伦敦西敏圣詹姆士區的公園，其英語名稱在撇號後有多一個「s」，是英語以「s」結尾的正常造法；

## 外部連結
- St James' Park （页面存档备份，存于） at NUFC.co.uk
- London2012.com profile